# Национал-социалистическая рабочая партия Японии
Национал-социалистическая рабочая партия Японии — небольшая неонацистская организация в Японии. Ее возглавляет Кадзунари Ямада, который ведет веб-сайт и блог, в котором восхваляет Адольфа Гитлера и теракты 11 сентября.
Фотографии Ямады, известного как критика концепции Холокоста, позирующего с министром Санаэ Такаичи и руководителем политических исследований ЛДП Томоми Инадой, были обнаружены на его веб-сайте и стали достоянием общественности, несмотря на то, что в ЛДП отрицают связи с неонацистами.

## Идеология
В 1990-х годах, активисты НСРПЯ проводила кампанию за высылку иммигрантов с просроченными визами. НСРПЯ выступает против «еврейского влияния» как на мировой арене, так и внутри Японии. Партия выступает за ликвидацию монархии и восстановление сёгуната, поскольку утверждает, что Императорский дом Японии был подчинен международному еврейству после Второй мировой войны и видит в сёгунате возможность реализации принципа фюрерства в Японии. NSJWP также проводит кампании против миграции, смешения рас и масонства.
НСРПЯ также является туранистской, антикапиталистической, антикоммунистической, антикорейской, антикитайской, антироссийской и антиамериканской организацией.